# Płazy Wysp Świętego Tomasza i Książęcej
Płazy Wysp Świętego Tomasza i Książęcej – przedstawiciele gromady płazów występujący na Wyspach Świętego Tomasza i Książęcej. Żyją tam płazy bezogonowe i beznogie. Portal AmphibiaWeb wyróżnia 9 gatunków płazów (7 gatunków płazów bezogonowych i 2 gatunki płazów beznogich) (stan na 22.07.2021), z czego wszystkie są endemitami. Pozycja taksonomiczna jednego z nich, Schistometopum ephele, nie jest pewna – rangę osobnego gatunku uzyskał w badaniu O’Connell KA, et al. (2021). W 2004 roku natomiast gatunki Nesionixalus thomensis i Nesionixalus molleri zostały przeniesione do rodzaju Hyperolius.

## Kolonizacja wysp
Sposób kolonizacji Wysp Św. Tomasza i Książęcej przez płazy jest problematyczny, jako że analizy genetyczne wykazują, że najbliżej spokrewnione z nimi gatunki występują w oddalonej Afryce Wschodniej, a nie Zachodniej. Kolonizację wysp umożliwiło zapewne kilka czynników, takich jak:
- dryfowanie płazów na obiektach dopływających do Wysp Św. Tomasza i Książęcej,
- sprzyjające prądy morskie,
- okresowy spadek zasolenia wody morskiej.

Rozprzestrzenianie się gatunków płazów z Afryki Wschodniej oraz kolonizacja Wysp Świętego Tomasza i Książęcej dokonana została zapewne wzdłuż rzeki Kongo.

## Zagrożenia
Płazom Wysp Świętego Tomasza i Książecej zagraża głównie modyfikacja i utrata środowiska naturalnego. W niektórych populacjach wykryto również obecność grzyba Batrachochytrium dendrobatidis wywołującego chorobę chytridiomikozę dziesiątkującą populacje płazów na świecie.

## Płazy bezogonowe
Opracowano na podstawie materiału źródłowego

### Arthroleptidae (Artroleptowate)
| Gatunek             | Status IUCN |  |
| Leptopelis palmatus |             |  |

### Hyperoliidae (sitówkowate)
| Gatunek              | Status IUCN |  |
| Hyperolius drewesi   |             |  |
| Hyperolius molleri   |             |  |
| Hyperolius thomensis |             |  |

### Phrynobatrachidae
| Gatunek                  | Status IUCN |  |
| Phrynobatrachus dispar   |             |  |
| Phrynobatrachus leveleve |             |  |

### Ptychadenidae
| Gatunek            | Status IUCN |  |
| Ptychadena newtoni |             |  |

## Płazy beznogie
Opracowano na podstawie materiału źródłowego

### Dermophiidae
| Gatunek                                        | Status IUCN |  |
| Schistometopum ephele                          |             |  |
| Schistometopum thomense – gruboskórzec wyspowy |             |  |